# Arondismentul Sarlat-la-Canéda
Arondismentul Sarlat-la-Canéda (în franceză Arrondissement de Sarlat-la-Canéda) este un arondisment din departamentul Dordogne, regiunea Aquitania, Franța.

## Subdiviziuni

### Cantoane
- Cantonul Belvès
- Cantonul Le Bugue
- Cantonul Carlux
- Cantonul Domme
- Cantonul Montignac
- Cantonul Saint-Cyprien
- Cantonul Salignac-Eyvigues
- Cantonul Sarlat-la-Canéda
- Cantonul Terrasson-Lavilledieu
- Cantonul Villefranche-du-Périgord

### Comune
| 1. Allas-les-Mines (24006)                     | 2. Archignac (24012)                            | 3. Aubas (24014)                     | 4. Audrix (24015)                     |
| 5. Auriac-du-Périgord (24018)                  | 6. La Bachellerie (24020)                       | 7. Beauregard-de-Terrasson (24030)   | 8. Belvès (24035)                     |
| 9. Berbiguières (24036)                        | 10. Besse (24039)                               | 11. Beynac-et-Cazenac (24040)        | 12. Borrèze (24050)                   |
| 13. Bouzic (24063)                             | 14. Le Bugue (24067)                            | 15. Bézenac (24041)                  | 16. Calviac-en-Périgord (24074)       |
| 17. Campagnac-lès-Quercy (24075)               | 18. Campagne (24076)                            | 19. Carlux (24081)                   | 20. Carsac-Aillac (24082)             |
| 21. Carves (24084)                             | 22. La Cassagne (24085)                         | 23. Castelnaud-la-Chapelle (24086)   | 24. Castels (24087)                   |
| 25. Cazoulès (24089)                           | 26. La Chapelle-Aubareil (24106)                | 27. Chavagnac (24117)                | 28. Châtres (24116)                   |
| 29. Cladech (24122)                            | 30. Coly (24127)                                | 31. Condat-sur-Vézère (24130)        | 32. Coux-et-Bigaroque (24142)         |
| 33. Cénac-et-Saint-Julien (24091)              | 34. Daglan (24150)                              | 35. Doissat (24151)                  | 36. Domme (24152)                     |
| 37. La Dornac (24153)                          | 38. Les Eyzies-de-Tayac-Sireuil (24172)         | 39. Fanlac (24174)                   | 40. Les Farges (24175)                |
| 41. La Feuillade (24179)                       | 42. Fleurac (24183)                             | 43. Florimont-Gaumier (24184)        | 44. Grives (24206)                    |
| 45. Groléjac (24207)                           | 46. Grèzes (24204)                              | 47. Jayac (24215)                    | 48. Journiac (24217)                  |
| 49. Le Lardin-Saint-Lazare (24229)             | 50. Larzac (24230)                              | 51. Lavaur (24232)                   | 52. Loubejac (24245)                  |
| 53. Manaurie (24249)                           | 54. Marcillac-Saint-Quentin (24252)             | 55. Marnac (24254)                   | 56. Marquay (24255)                   |
| 57. Mauzens-et-Miremont (24261)                | 58. Mazeyrolles (24263)                         | 59. Meyrals (24268)                  | 60. Monplaisant (24293)               |
| 61. Montignac (24291)                          | 62. Mouzens (24298)                             | 63. Nabirat (24300)                  | 64. Nadaillac (24301)                 |
| 65. Orliac (24313)                             | 66. Orliaguet (24314)                           | 67. Paulin (24317)                   | 68. Pazayac (24321)                   |
| 69. Peyrignac (24324)                          | 70. Peyrillac-et-Millac (24325)                 | 71. Peyzac-le-Moustier (24326)       | 72. Plazac (24330)                    |
| 73. Prats-de-Carlux (24336)                    | 74. Prats-du-Périgord (24337)                   | 75. Proissans (24341)                | 76. La Roque-Gageac (24355)           |
| 77. Rouffignac-Saint-Cernin-de-Reilhac (24356) | 78. Sagelat (24360)                             | 79. Saint-Amand-de-Belvès (24363)    | 80. Saint-Amand-de-Coly (24364)       |
| 81. Saint-André-d'Allas (24366)                | 82. Saint-Aubin-de-Nabirat (24375)              | 83. Saint-Avit-de-Vialard (24377)    | 84. Saint-Cernin-de-l'Herm (24386)    |
| 85. Saint-Chamassy (24388)                     | 86. Saint-Cirq (24389)                          | 87. Saint-Crépin-et-Carlucet (24392) | 88. Saint-Cybranet (24395)            |
| 89. Saint-Cyprien (24396)                      | 90. Saint-Félix-de-Reillac-et-Mortemart (24404) | 91. Saint-Geniès (24412)             | 92. Saint-Germain-de-Belvès (24416)   |
| 93. Saint-Julien-de-Lampon (24432)             | 94. Saint-Laurent-la-Vallée (24438)             | 95. Saint-Léon-sur-Vézère (24443)    | 96. Saint-Martial-de-Nabirat (24450)  |
| 97. Saint-Pardoux-et-Vielvic (24478)           | 98. Saint-Pompont (24488)                       | 99. Saint-Rabier (24491)             | 100. Saint-Vincent-de-Cosse (24510)   |
| 101. Saint-Vincent-le-Paluel (24512)           | 102. Sainte-Foy-de-Belvès (24406)               | 103. Sainte-Mondane (24470)          | 104. Sainte-Nathalène (24471)         |
| 105. Salignac-Eyvigues (24516)                 | 106. Salles-de-Belvès (24517)                   | 107. Sarlat-la-Canéda (24520)        | 108. Savignac-de-Miremont (24524)     |
| 109. Sergeac (24531)                           | 110. Simeyrols (24535)                          | 111. Siorac-en-Périgord (24538)      | 112. Tamniès (24544)                  |
| 113. Terrasson-Lavilledieu (24547)             | 114. Thonac (24552)                             | 115. Tursac (24559)                  | 116. Valojoulx (24563)                |
| 117. Veyrignac (24574)                         | 118. Veyrines-de-Domme (24575)                  | 119. Villac (24580)                  | 120. Villefranche-du-Périgord (24585) |
| 121. Vitrac (24587)                            | 122. Vézac (24577)                              |                                      |                                       |